# Публий Сульпиций Саверрион (консул 304 года до н. э.)
Пу́блий Сульпи́ций Саверрио́н (лат. Publius Sulpicius Saverriō; IV—III века до н. э.) — римский политический деятель и военачальник из патрицианского рода Сульпициев, консул 304 года до н. э.
Коллегой Публия Сульпиция по консулату был плебей Публий Семпроний Соф. В этот год шла война с эквами. Те не стали сражаться, так что консулы, действуя вместе, за 50 дней смогли взять 31 город в их стране и вернулись домой с триумфом. Согласно другим источникам, воевал с эквами и получил за это триумф только Публий Семпроний.
В 300 году Публий Сульпиций стал цензором — опять совместно с Семпронием Софом. Во время его цензуры были учреждены две новые трибы — Аниенская и Терентинская, так что общее их число увеличилось до 33. В 298 году до н. э. Саверрион назначался интеррексом для проведения консульских выборов.
Предположительно сыном Публия Сульпиция был консул 279 года до н. э. того же имени.